# Ångström distribution
Ångström distribution är ett fritt operativsystem baserat på Linuxkärnan. Distributionen är främst avsedd för inbäddade system och små handhållna enheter som använder sig av ARM-arkitekturen.
Ångström startades av en liten grupp personer som arbetade på OpenEmbedded-, OpenZaurus- och OpenSimpad-projekten, för att förena sina ansträngningar och göra en stabil och användarvänlig distribution för inbäddade enheter som handdatorer, set-top-boxar och nätverksanslutna lagringsenheter, med mera.